# Drajevo
Drajevo (en macédonien Дражево) est un village du sud-est de la Macédoine du Nord, situé dans la municipalité de Novo Selo. Le village comptait 462 habitants en 2002.

## Démographie
Lors du recensement de 2002, le village comptait :
- Macédoniens : 460
- Serbes : 1
- Autres : 1